# マーケットスピード
マーケットスピードは、楽天証券が提供する、Microsoft Windowsで動作するアプリケーション型リアルタイムトレーディングツールである。
インターネットブラウザ上で動くWebアプリケーションではなく、ユーザー環境上で動作するネイティブアプリケーションであり、安定度と実行速度が優れているとされる。ただユーザーの使用するPCの高性能化やインターネット接続回線の高速化の進行等によって、 Java や Flashなどをも利用して作成された。Web アプリケーションの処理が向上した現在では、この差は徐々に埋まってきている。

## 特徴
- クライアントPC上で実行されるネイティブアプリケーションである。
- 年に数回バージョンアップが行われる。
- 任意のウインドウから随時、執行注文できる。
- 板情報から1クリックで注文が出せる板注文機能と逆指値注文が出せる機能と豊富なテクニカルチャートを備えている。
- 連動機能に対応していない。
- システム障害が多く、安定した取引が行えない場合がある。

## システム障害
マーケットスピードを使用したトレードシステムが2005年8月29日に長時間のシステム停止を含むシステム障害を発生させたため、金融庁はこれを運用している楽天証券について、報告書を提出するように命じた。
同社は、「システムの増強、コールセンターのオペレーターの増員等の再発防止策等を計画的・段階的に実施するとともに、当該システム増強策等が完了しシステムが安定的に稼動するまでの間の障害発生を防止する観点から、キャパシティ管理など運用管理を徹底する旨の報告書」を9月26日付で金融庁に提出した。しかし、2005年10月24日にも同様の原因による障害を発生させるなどした。
2005年11月16日に金融庁から下された行政処分 では、法令違反行為として「証券業に係る電子情報処理組織の管理が十分でないと認められる状況」があると指摘されている。

## 利用料金
2009年1月現在、3か月3,000円(税込）であるが、下記の無料条件を満たせば無料で利用でき、楽天証券 は99.46%の利用者が無料で利用しているとしている。

## 無料条件
2009年1月14日改定の無料条件は以下のとおりであり、いずれかの条件をクリアすることにより３か月間無料で利用することができる。
- 利用申請の過去3か月間に、国内株式（信用取引を含む）、先物・オプション取引、米国株式、中国株式、カバードワラントにおいて、手数料が発生する取引を行っている。

初割と呼ばれる新規口座開設者向けの無料割引が適用された取引でもこの条件を満たすことができるが、それ以外の無料取引では条件を満たすことはできない。
- 利用申請の前営業日の資産残高が30万円以上。

資産残高にはマーケットFXと呼ばれる外国為替証拠金取引口座の保証金、匿名組合契約の出資金額は含まれない。また、資産額は翌営業日朝のメンテナンス終了時に確定され、無料利用条件を満たすかどうか判定される。
- 信用取引建玉残高1円以上。
- 先物取引建玉残高1枚以上。

日経225ミニの建玉でもよい。
- オプション取引建玉残高3枚以上
- 先物・オプション証拠金残高6万円以上。
- 初めて利用申請をする場合は他の条件に関わらず3か月間無料で利用できる。
- 信用取引口座、先物・オプション取引口座、楽天FX取引口座のいずれかを開設した場合は、翌週月曜日から利用可能。
- PTS取引（夜間取引）口座を開設し、3か月以内に利用申請を行った場合。

他の条件で無料利用の更新が行われているような場合はこの条件は適用されない。